# Orde van Onze Lieve Vrouwe van Guadalupe

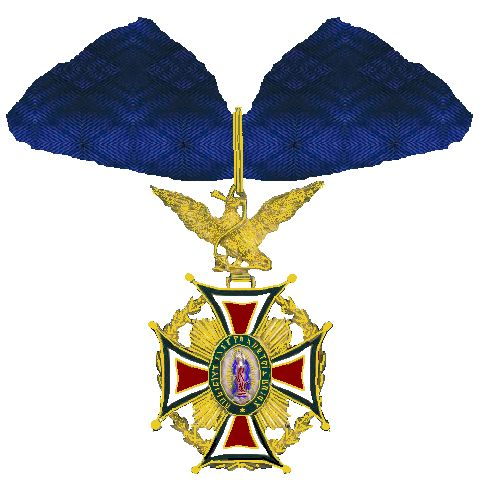
Commandeurskruis

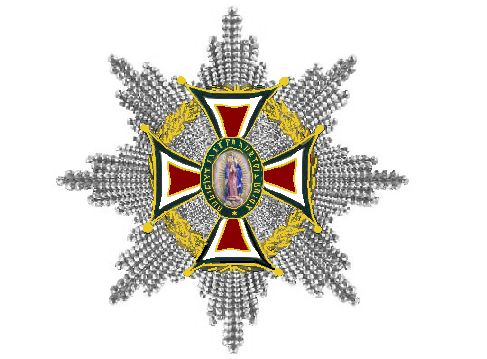
Ster

De Keizerlijke Orde van Onze Lieve Vrouwe van Guadalupe (Spaans: "Orden Imperial de Nostra Señora de Guadelupe") werd in 1822 door Agustín de Iturbide, Keizer Agustín I van Mexico, ingesteld.
De ridderorde kende tijdens de perioden waarin zij werd verleend een verschillend aantal graden.

## Geschiedenis van de orde
De orde werd op 21 juli 1822 ingesteld en bestond tot de staatsgreep van 19 maart 1823 die de keizer ten val bracht. In 1854 werd de orde door President Antonio López de Santa Anna tijdelijk als "Nationale Orde van Onze Lieve Vrouwe van Guadalupe" in ere hersteld, Door de chaotische politieke omstandigheden kwam de orde waarschijnlijk niet tot bloei. De Habsburger Maximiliaan heeft de orde in 1863 weer in ere hersteld, ditmaal wederom als "Keizerlijke Orde van Onze Lieve Vrouwe van Guadalupe". Toen deze keizer werd afgezet verdween ook de orde.
President Benito Juárez heeft het bestaan van de Mexicaanse ridderorden genegeerd, onder zijn bewind en dat van zijn opvolgers beschikte de Mexicaanse regering jarenlang niet over orden van verdienste. Pas in 1933 werd en Orde van de Azteekse Adelaar ingesteld.
De orde wordt als uitgestorven beschouwd. Er is in de 21e eeuw geen nakomeling van de drie grootmeesters die zich als grootmeester opwerpt, en de laatste ridders zijn rond 1900 gestorven.
De Republiek Mexico is een seculiere staat met antiklerikale neigingen. Deze staat heeft geen orden vernoemd naar heiligen of naar een religieus instituut als deze "patrones van Mexico".
In de heraldiek heeft deze orde geen sporen nagelaten al zouden de ridders hun versierselen en ketens om hun wapenschild hebben kunnen hangen. Keizer Maximiliaan gaf de voorrang aan de door hem ingestelde Keizerlijke Orde van de Mexicaanse Adelaar en droeg de keten van die orde tijdens zijn kroning. Deze keten werd ook om het keizerlijke Mexicaanse wapen gehangen. De keten van de oudere Orde van Onze Lieve Vrouwe van Guadalupe werd daarentegen bij het tekenen van het wapen weggelaten.

## De graden
De orde in 1822

Agustin de Eerste in kroningsornaat

In 1822 was de Orde van Onze Lieve Vrouwe van Guadalupe een "grote orde" wat in faleristieke en orderechtelijke termen betekent dat de orde één enkele graad bezat. Grote orden bezitten kostbare versierselen waaronder vaak een ordeketen en zij worden vooral aan staatshoofden toegekend. De Orde van Onze Lieve Vrouwe van Guadalupe had in 1822 één graad. Tijdens zijn kroning in 1822 droeg de Mexicaanse keizer een ster. Dit moet de ster van zijn zojuist ingestelde Orde van Onze Lieve Vrouwe van Guadalupe zijn. Het kruisvormige model wijkt af van de zilveren ster van het Tweede Mexicaanse Keizerrijk. Het lint in de kleuren van de Mexicaanse vlag hoeft niet aan een orde verbonden te zijn. De keizer droeg geen keten over zijn kroningsmantel
- Grootkruis

De orde in 1854
In 1854, Gritzner noemt als tweede stichtingsdatum 11 november 1853, had de Nationale Orde van Onze Lieve Vrouwe van Guadalupe vijf graden.
- Grootkruis

De dertig grootkruisen droegen een kleinood aan een gouden keten of aan een grootlint over de rechterschouder op de linkerheup. Op de linkerborst droegen zij een zilveren ster.
- Grootofficier

De honderd grootofficieren droegen een kleinood aan een lint om de hals. Op de rechterborst droegen zij een zilveren ster.
- Commandeur

De tweehonderd Commandeurs droegen een kleinood aan een lint om de hals.
- Officier

De Officieren, zij werden in onbeperkte aantallen benoemd, droegen een kleinood aan een lint met een rozet op de linkerborst.
- Ridder

De Ridders, zij werden in onbeperkte aantallen benoemd, droegen een kleinood aan een lint op de linkerborst.
Santa Anna liet in de statuten vastleggen dat buitenlandse benoemingen bij de hierboven opgegeven aantallen niet meetelden. De 12e december, de feestdag van O.L.V. van Guadalupe werd de feestdag van deze orde.
De orde in 1863
In 1863 had Keizer Maximiliaan I behoefte aan een orde van verdienste met meerdere graden. Dat de orde de naam van een in Mexico geliefde Mariaverschijning droeg was politiek en propagandistisch in het voordeel van Maximiliaan die tevens aartshertog van Oostenrijk was.
- Grootkruis

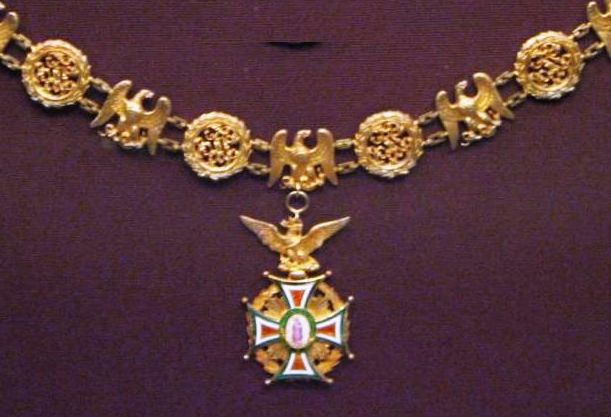
Keten

De grootkruisen droegen een kleinood aan een gouden keten of aan een grootlint over de rechterschouder op de linkerheup. Op de linkerborst droegen zij een zilveren ster.
- Grootofficier

De grootofficieren droegen een kleinood aan een lint om de hals. Op de rechterborst droegen zij een zilveren ster.
- Commandeur

De Commandeurs droegen een kleinood aan een lint om de hals.
- Officier

De Officieren droegen een kleinood aan een lint met een rozet op de linkerborst.
- Ridder

De Ridders droegen een kleinood aan een lint op de linkerborst.
De orde na de val van het keizerrijk
Keizer Maximiliaan had geen kinderen en er kon geen sprake zijn vererving binnen het Aartshuis Oostenrijk. Daarom werd de kleinzoon van de eerste Mexicaanse keizer Agustín de Iturbide Agustín de Iturbide y Green in 1865 geadopteerd en tot troonopvolger benoemd. Maar voor Itúrbide jr. kon aantreden was de monarchie alweer afgeschaft.
De vierjarige die als Zijne Hoogheid Prins Agustín, Prins van Iturbide formeel de vierde grootmeester van de Orde van Onze Lieve Vrouwe van Guadalupe was geworden heeft in 1881 afstand gedaan van al zijn rechten. Hij stierf in 1925.

## Protocol

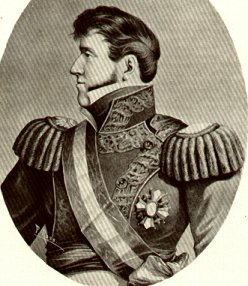
Iturbe

In deze orde werden geen dames benoemd. Voor hen was er de Orde van Sint-Karel, een Damesorde. Er was ook geen sprake van aan de orde verbonden medailles of kruisen voor onderofficieren en manschappen. Onderofficieren en mensen die een ambacht uitoefenden werden in het midden van de zeer standsbewuste 19e eeuw niet in een ridderorde opgenomen.
Dat de orde dezelfde graden bezat als het Franse Legioen van Eer betekende dat keizer Maximiliaan de Franse troepen waarop hij steunde met een toepasselijke graad in zijn eigen ridderorde kon decoreren. In het internationaal diplomatiek verkeer is het gebruikelijk om een burger van een andere staat te decoreren met een onderscheiding die iets hoger is dan die die zij van hun eigen regering mochten ontvangen. Zo werd een Frans officier, Ridder in het Legioen van Eer, door de Keizerlijk Mexicaanse regering in voorkomende gevallen tot Officier in de Militaire Divisie van Orde van Onze Lieve Vrouwe van Guadalupe benoemd. De keizer werd in Mexico door een groot Frans troepencontingent in het zadel gehouden, en er zijn dan ook veel Fransen in deze orde opgenomen. De versierselen duiken geregeld op bij Europese veilingen.
De orde kreeg in 1863 een civiele en een militaire divisie. Op de keerzijde van de civiele divisie staat in het witte medaillon "AL MERITO Y VIRTUDES". Op de militaire kruisen staat "AL MERITO HEROICO". Er zijn geen zwaarden aan de orde verbonden en het lint is in alle gevallen gelijk van kleur.
Anders dan bij de Oostenrijkse orden die Maximiliaan in zijn jeugd in Wenen had leren kennen was er geen ordekleding voorzien. De prachtlievende en zeer op protocol gestelde keizer stelde ook geen ordekleding voor de Orde van Onze Lieve Vrouwe van Guadalupe vast. Hij bepaalde wel dat de keten alleen bij "zeer grote feestelijkheden" gedragen zou worden. Over een kapittel was niet geregeld.

## Versierselen

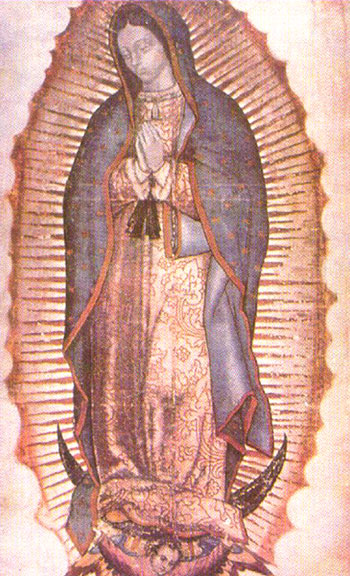
De Maagd van Guadalupe

In het veelkleurige kruisvormige kleinood staat een ovaal medaillon met de meest geliefde patrones van Mexico, de door het volk vereerde wonderbrengende Maagd van Guadalupe in haar blauwe mantel centraal. De maagd rust als gebruikelijk met de voeten op een halve maan.
In de armen van het kruis zijn gouden stralen aangebracht. Als verhoging van deze orde met een katholiek-mystieke thematiek is een heidens Azteeks motief, de arend die een slang vangt, gekozen.
De vier armen zijn geëmailleerd. De rand is van goud en daaromheen is een witte bies opengelaten. Binnen een gouden rand ligt in het midden van iedere arm een donkerrood kruis van Malta. Op de acht punten van de armen is een gouden bal gelegd. In de armen van het kruis vinden we gouden stralen. Het kleinood is op een gouden lauwerkrans gelegd.
Op de voorzijde staat op de lichtgroene ring in gouden letters het motto "RELIGION INDENPENDENCIA UNION". Op de keerzijde staat op het medaillon binnen de onbeschreven ring "AL PATRIOTISMO HEROICO".
Het gouden kleinood was voor alle graden gelijk maar het verschilde sterk van grote. De hogere graden droegen grotere kleinoden aan hun grootlint of commandeurslint.
Een massief gouden ongeëmailleerde arend en slang vormen de scharnierende verbinding tussen het kleinood en het blauwe lint met de violette rand. De arend draagt een keizerskroon.
De arend en de slang herinneren aan de Azteekse God Quetzalcoatl, de "gevederde slang" en de mythe over de stichting van de stad Technolitan.
Het kruis werd zonder de gouden stralen in de hoeken en zonder de verhoging met de adelaar op een achtpuntige zilveren ster gelegd en door de Grootkruisen op de linkerborst gedragen. De gouden lauwerkrans onder het kleinood is bij de op de sterren gelegde kruisen iets breder uitgevoerd dan bij de kleinoden die aan grootlint, commandeurslint en het lint van de ridders hangen.
Er zijn gouden sterren met stralen in de armen bekend. De variatie in de uitvoeringen kan men toeschrijven aan de smaak van de juwelier en hun opdrachtgevers. In 1833 zullen de sterren in de meeste gevallen geborduurd zijn geweest uit gouddraad en pailletten. Pas in de loop van de 19e eeuw werden massieve sterren populair. Deze in groten getale uitgereikte sterren van Maximiliaan I zijn sterker en daarom vaker bewaard gebleven dan de schaarse en kwetsbare geborduurde sterren uit de korte regeringsperiode van Agusin I in 1822.
Aan de orde was ook een kostbare gouden keten verbonden die door de Grootkruisen om de hals werd gedragen. De in de schatkamer in Wenen bewaarde keten bestaat afwisselend uit schakels in de vorm van gouden lauwerkransen met daarbinnen het opengewerkte monogram "AI" van keizer Augustin en gouden arenden met gespreide vleugels die merkwaardig genoeg de slang in hun snavel ontberen. Zij houden wel een kronkelende slang in hun poten.
De versierselen werden in Mexico zelf vervaardigd maar er zijn ook kruisen en sterren van Parijse juweliers waaronder Mssrs. Barre.